# 宇宙刑事シリーズ
宇宙刑事シリーズ（うちゅうけいじシリーズ）は、東映制作の特撮テレビドラマ『宇宙刑事ギャバン』、『宇宙刑事シャリバン』、『宇宙刑事シャイダー』の三作品の総称。宇宙刑事三部作とも称される。
後に続くメタルヒーローシリーズの基礎を作ったシリーズである。

## 概要

### 導入
スーパー戦隊シリーズの立ち上げに携わったスタッフの手により作られた新たな特撮ヒーロー番組。それが本シリーズである。
「生身のアクション、捨て身のスタント」「FRPにメッキを施したコンバットスーツ」「光り輝くレーザーブレード」「異次元空間でのバトル」「スーツが転送されて一瞬で変身、ナレーションによる変身プロセスの説明」等、それまでのヒーロー番組の常識を覆す斬新で画期的な設定が盛り込まれ、以降の特撮作品に多大な影響を残した。東映特撮作品の中では仮面ライダーシリーズやスーパー戦隊シリーズに次ぐ人気シリーズとされる。全作とも、毎週金曜19時30分-20時00分の枠にて放送された。

### 特徴
「宇宙刑事」の特徴としては、光る目をもったゴーグル調のマスク、前述のメッキを施した胸の電光板が特徴的なコンバットスーツ、変身時にアイテムを使用せず変身コードを叫ぶことにより瞬時に装着するといった要素以外にも、当時としては異例の多彩なメカの登場、女性のパートナー、パトロール時に必ずジムニーに乗っているという点があげられる。
映像面では東通ecgシステムのビデオ合成の手法を用いたことにより多彩で斬新な映像作りに成功している。この手法は1990年代初期までの東映特撮作品に使用されることとなる。
「宇宙刑事」という語は、1996年にバンダイにより商標として登録（商標登録番号第3202665号）されている。このことにより、「ライダー」や「戦隊」と同様にブランド名としても確立している。
なお、続編ではないがスタッフやフォーマットが共通する『巨獣特捜ジャスピオン』『時空戦士スピルバン』も、宇宙刑事シリーズに準ずる作品とされることがある。

### キャスティング
『ギャバン』『シャリバン』では主役に、『シャイダー』ではヒロインに、それぞれスタントマン芸能事務所「JAC」（ジャパンアクションクラブ〈現：ジャパンアクションエンタープライズ〉）所属の俳優を起用しており、本格的なアクションが展開された。『ジャスピオン』や『スピルバン』でも、主役にJAC出身の俳優が起用されている。

## テレビシリーズ、スペシャル番組
宇宙刑事ギャバン
1982年（昭和57年）3月5日 - 1983年（昭和58年）2月25日 テレビ朝日系にて放送、全44話。主演：大葉健二
宇宙刑事シャリバン
1983年（昭和58年）3月4日 - 1984年（昭和59年）2月24日テレビ朝日系にて放送、全51話。主演：渡洋史
宇宙刑事シャイダー
1984年（昭和59年）3月2日 - 1985年（昭和60年）3月1日テレビ朝日系にて放送、全48話。主演：円谷浩
3人の宇宙刑事 ギャバン シャリバン シャイダー大集合!!
1985年（昭和60年）3月8日テレビ朝日系にて放送。
※現在ではシャイダーの第49話としてカウントされている。

## 放映ネット局
| 放送対象地域  | 放送局             | 系列                                         | 備考                           |
| ------------- | ------------------ | -------------------------------------------- | ------------------------------ |
| 関東広域圏    | テレビ朝日         | テレビ朝日系列                               | 制作局                         |
| 北海道        | 北海道テレビ       | テレビ朝日系列                               |                                |
| 岩手県        | 岩手放送           | TBS系列                                      | [ 1 ]                          |
| 宮城県        | 東日本放送         | テレビ朝日系列                               |                                |
| 秋田県        | 秋田放送           | 日本テレビ系列                               |                                |
| 山形県        | 山形放送           | 日本テレビ系列                               |                                |
| 福島県        | 福島放送           | テレビ朝日系列                               |                                |
| 新潟県        | 新潟総合テレビ     | フジテレビ系列                               | 1983年9月まで                  |
| 新潟県        | 新潟テレビ21       | テレビ朝日系列                               | 1983年10月開局から             |
| 長野県        | テレビ信州         | 日本テレビ系列                               |                                |
| 山梨県        | テレビ山梨         | TBS系列                                      |                                |
| 静岡県        | 静岡けんみんテレビ | テレビ朝日系列                               | [ 2 ]                          |
| 富山県        | 北日本放送         | 日本テレビ系列                               | 『ギャバン』のみ放送           |
| 石川県        | 北陸放送           | TBS系列                                      |                                |
| 福井県        | 福井放送           | 日本テレビ系列 テレビ朝日系列                |                                |
| 中京広域圏    | 名古屋テレビ       | テレビ朝日系列                               |                                |
| 近畿広域圏    | 朝日放送           | テレビ朝日系列                               |                                |
| 島根県 鳥取県 | 山陰放送           | TBS系列                                      |                                |
| 広島県        | 広島ホームテレビ   | テレビ朝日系列                               |                                |
| 山口県        | テレビ山口         | TBS系列                                      |                                |
| 香川県 岡山県 | 瀬戸内海放送       | テレビ朝日系列                               |                                |
| 愛媛県        | テレビ愛媛         | フジテレビ系列                               | 『シャリバン』の途中で打ち切り |
| 高知県        | 高知放送           | 日本テレビ系列                               | 『シャリバン』まで放送         |
| 高知県        | テレビ高知         | TBS系列                                      | 『シャイダー』のみ放送         |
| 徳島県        | 四国放送           | 日本テレビ系列                               |                                |
| 福岡県        | 九州朝日放送       | テレビ朝日系列                               |                                |
| 熊本県        | テレビ熊本         | フジテレビ系列                               |                                |
| 大分県        | テレビ大分         | フジテレビ系列 日本テレビ系列                |                                |
| 宮崎県        | テレビ宮崎         | フジテレビ系列 日本テレビ系列 テレビ朝日系列 | 『シャリバン』まで放送         |
| 鹿児島県      | 鹿児島放送         | テレビ朝日系列                               | 1982年10月開局から             |
| 沖縄県        | 沖縄テレビ         | フジテレビ系列                               |                                |

## 劇場版・Vシネマ作品
テレビシリーズ3作品終了時点で劇場版作品は『シャイダー』のみであったが、宇宙刑事シリーズ30周年記念作品として『海賊戦隊ゴーカイジャーVS宇宙刑事ギャバン』が2012年1月21日に公開されたことでギャバンの劇場版への登場が実現し、同年10月20日に公開された『宇宙刑事ギャバン THE MOVIE』においてシャリバンも劇場版への登場は実現したが、『シャリバン』単独での劇場版作品は、現時点では作られていない。
2014年には『ギャバン THE MOVIE』に登場した二代目シャリバン・二代目シャイダーを主人公にしたVシネマ2作品が発売された。
劇場版作品
※ゲスト出演作品も含む。
宇宙刑事シャイダー
1984年（昭和59年）7月14日公開。
宇宙刑事シャイダー　追跡！しぎしぎ誘拐団
1984年（昭和59年）12月22日公開。
海賊戦隊ゴーカイジャーVS宇宙刑事ギャバン THE MOVIE
2012年（平成24年）1月21日公開。
宇宙刑事ギャバン THE MOVIE
2012年（平成24年）10月20日公開。
仮面ライダー×スーパー戦隊×宇宙刑事 スーパーヒーロー大戦Z
2013年（平成25年）4月27日公開。
Vシネマ作品
宇宙刑事シャリバン NEXT GENERATION
2014年（平成26年）10月10日発売。
宇宙刑事シャイダー NEXT GENERATION
2014年（平成26年）11月7日発売。
スペース・スクワッド ギャバンVSデカレンジャー
2017年初夏公開。『特捜戦隊デカレンジャー』とのクロスオーバー作品。
ガールズ・イン・トラブル スペース・スクワッド EPISODE ZERO
2017年初夏公開。『特捜戦隊デカレンジャー』とのクロスオーバー作品。
宇宙戦隊キュウレンジャーVSスペース・スクワッド
2018年6月30日公開。『宇宙戦隊キュウレンジャー』とのクロスオーバー作品。

## 再商品化
CDは『復活!栄光の東映ヒーローVol.1』をはじめとして、放送当時のBGM収録LPレコードを基とした『東映メタルヒーローベストBGMコレクションVol.1』などが発売されており、2002年12月には生誕20周年記念として『ギャバン』のオリジナルサウンドトラックがリリース、2006年10月には再リリースと同時に『シャリバン』『シャイダー』のオリジナルサウンドトラック(収録BGMは、一部を除き選曲用テープからのモノラル音源。LP商品用にステレオ化されたBGMは、今回未収録)がリリースされ、三部作BGMの完全収録が実現している。3作品の番組放送時に発売されたBGM集が2004年にANIMEX1200シリーズで再発売されている。なお、『シャイダー』終了後に発売されたLPレコード『宇宙刑事グラフィティ 総集編』は、同作品のオリジナルサウンドトラックにて収録しているが、現時点での単独の発売はない。
DVDは各項目記述のとおり、2002年10月 - 2003年4月にテレビシリーズ全作品がリリースされている。各第1巻の初回生産分には特典として全巻収納ボックスが付属していた。また、2007年12月には全作品のDVDレンタルが開始されている。なお、3作品のDVDについてはAパートとBパートが一致していない。DVDのチャプターメニューは、基本的にLDのチャプターをそのまま使用しているため、主題歌と予告以外、変身シーンや重要な展開といったものになっている。AパートとBパートが一致していないのは『爆竜戦隊アバレンジャー』や昭和の仮面ライダーシリーズなども同様。
2009年1月16日に『宇宙刑事 1stエピソードDVD 蒸着!赤射!焼結!』というDVDが、ローソンにて先行限定発売された。この商品は3作品の第1話を収録するほか、PPV方式による厳選された傑作選全13話を収録。なお、こちらのDVDでは従来のDVD通り、AパートとBパートでチャプターが分けられている。そのほか、『シャイダー』のDVD（全5巻）に収録されずDVD化の機会がなかった同作の劇場版2作は、同年12月発売の『東映特撮ヒーロー THE MOVIE BOX』のDVDに初収録された。
後年には、装着変身などのハイターゲット向けのフィギュアと関連グッズ、戦隊・仮面ライダー・メタルヒーローと競演するカードゲーム『レンジャーズストライク』と『スーパーヒーロー戦線 スクランブルデュエル』（1999年 - 2000年発売）が発売されているほか、ゲーム『スーパーヒーロー作戦』などにも登場している。2006年5月25日には、宇宙刑事シリーズのゲーム化作品『宇宙刑事魂』も発売された。

## 雑誌連載
- テレビマガジン
- おともだち
- たのしい幼稚園
- テレビランド
- 冒険王 → TVアニメマガジン（『ギャバン』と『シャリバン』のみ）
- てれびくん（『シャリバン』のみ）
- 小学館の学習雑誌（『シャリバン』のみ）

## コミカライズ
括弧内は幼年向け雑誌における連載漫画の作画担当者。
- 秋田書店『冒険王』→『TVアニメマガジン』
  - 宇宙刑事ギャバン（石川森彦）
  - 宇宙刑事シャリバン（石川森彦）
- 徳間書店『テレビランド』
  - 宇宙刑事ギャバン（渡辺みちお）
  - 宇宙刑事シャリバン（渡辺みちお）
  - 宇宙刑事シャイダー（渡辺みちお）
- 講談社『テレビマガジン』
  - 宇宙刑事ギャバン（のなかみのる）
    - 2000年に大都社から単行本化された際、大幅に加筆修正された。加筆部分では、『シャイダー』で初めて明かされた設定に言及している個所がある。

  - 宇宙刑事シャイダー（のなかみのる）

※『シャリバン』の連載はなし。

## シリーズ共通の用語
バード星
地球から5光年離れた太陽系にある惑星で、銀河連邦警察の本拠地がある。
住民はテレパシー能力などに適性があるものの、基本的には地球人とほぼ同種族であり、ギャバンのようなハーフやシャイダーのようなバード星人の血を引く地球人も存在している。
少なくとも地球における1万2千年前から恒星間航行技術を有しており、5000年前の戦乱期を終えてからは「平和と知性の惑星」として繁栄してきたことが、シャイダーなどによって語られている。